# Margarete Riemschneider
Margarete Carla Marie Riemschneider, geb. Hoerner, auch: Riemschneider-Hoerner (* 17. August 1899 in Königsberg (Preußen); † 1. Februar 1985 in München) war eine deutsche Kunsthistorikerin und Autorin.

## Leben
Margarete Riemschneider war eine Tochter des Richters und späteren Reichsgerichtsrats Hugo Hoerner und seiner Frau Hersilie, geb. Schlieper. Sie studierte Kunstgeschichte und Klassische Archäologie. 1922 wurde sie an der Universität München mit einer von Heinrich Wölfflin betreuten Dissertation über Das italienische Genrebild des Barock und Rokoko zum Dr. phil. promoviert.
1929 heiratete sie in Jena den Arzt Georg Riemschneider. In den 1930er Jahren zogen sie nach Schwerin. Das Paar hatte einen Sohn, Kaspar (1934–1976), der Altorientalist wurde. 1939 veröffentlichte sie eine Studie zum Wandel der Gebärde in der Kunst. Gleichzeitig wandte sie sich mythologischen und archäologischen Themen zu.
1945 trat sie der SPD bei und wurde dadurch im Rahmen der Zwangsvereinigung von SPD und KPD zur SED Mitglied der SED. 1946 übernahm sie als Vertreterin von Ehm Welk die Leitung der Schweriner Volkshochschule und wurde kurz darauf auch Direktorin des Landesmuseums.
1947 erfolgte ihre Entlassung aus dem Staatsdienst. 1954 zog sie nach Leipzig und als Rentnerin 1975 nach München, wohin ihr Sohn schon 1971 übergesiedelt war. Für die Kulturhistorische Reihe des Verlages Koehler & Amelang steuerte sie drei Bände bei.

## Veröffentlichungen
- Das italienische Genrebild des Barock und Rokoko. Diss. München 1922
- Der Wandel der Gebärde in der Kunst. 1939
- Homer. Entwicklung und Stil. 1950
- Fragen zur vorgeschichtlichen Religion. Koehler & Amelang Leipzig
  - Augengott und heilige Hochzeit. 1953
  - Der Wettergott. 1956
- Die Welt der Hethiter. 1954

Übersetzungen ins Französische, Niederländische und Rumänische
- Von Olympia bis Ninive im Zeitalter Homers. 1963, Koehler & Amelang Leipzig
- Das Reich am Ararat. 1965, Koehler & Amelang Leipzig
- Der Schwur des Espaini. 1966, Paul List Verlag Leipzig
- Das Wunder von Jerusalem. 1967 Koehler & Amelang Leipzig
- Keine Stadt ist vor den Räubern sicher. Mit einem Nachwort von Rigobert Günther.  Prisma-Verlag Leipzig 1968
- Unrast und Einkehr (Ein Erasmus-Roman). 1969 Koehler & Amelang Leipzig
- Im Garten Claudias. 1970  Prisma-Verlag Leipzig
- Ruhmreiches RHODOS 1973 Verlag Koehler & Amelang (VOB), Leipzig
- La religione dei Celti. 1979